# لمور موشی گرپ
 لمور موشی گرپ (نام علمی: Microcebus gerpi) نام یک گونه از سرده لمورهای موشی است.